# Багратиони, Теймураз
Царевич Теймураз Багратиони (23 апреля 1782, Тбилиси — 25 октября (6 ноября) 1846, Санкт-Петербург) — учёный-кавказовед, сын последнего грузинского царя Георгия XII. Известен как автор первой критической истории Грузии и как популяризатор интереса к истории и культуре Грузии.

## Биография
Учился в семинарии в Телави, в 1795 году в возрасте 13 лет принял участие в Крцанисской битве, в результате которой армия его деда, царя Ираклия II, потерпела поражение от персидской армии, которой командовал Ага Мохаммед Шах Каджар.
Теймураз не принял российской аннексии Грузии в 1801 году, которая наступила через несколько лет после смерти его отца, и бежал в Персию, где прожил девять лет и куда бежал его дядя, Александр, стремившийся изгнать русских из Грузии. Во время Русско-персидской войны 1804—1813 годов командовал персидской артиллерией. 16 октября 1810 года, однако, Теймураз сдался в плен русским властям. 12 января 1811 года он переехал в Санкт-Петербург, где получил жалование от государства и пенсию. 31 марта 1811 года награждён орденом Святой Анны 1-й степени. В 1813 году он приобрёл особняк на Васильевском острове и сосредоточился на научной работе.
Теймураз собирал и исследовал старые грузинские летописи и памятники грузинской литературы, анализировал греко-римские и армянские источники о Грузии, на основе которых написал ряд работ по ранней истории грузинского народа, организовал кружок «грузиноведения» в Петербурге, был автором статей по вопросам грузиноведения в парижском «Journal Asiatique», который издавался обществом «Société Asiatique», в котором он состоял. Теймураз также был соавтором и другом Мария Броссе, французского учёного, которого он часто консультировал по истории Грузии. В то же время он подружился и обучал молодых грузинских студентов Санкт-Петербурга — Платона Иоселиани и Давида Чубинашвили, — оба они в конечном итоге стали плодовитыми грузинскими историками.
Одной из главных заслуг Теймураза является популяризация им грузинской историографии. В 1830-х — 1840-х годах он написал две крупных работы по ранней истории Грузии: «ისტორია დაწყებითგან ივერიისა, ესე იგი გიორგიისა, რომელ არს სრულიად საქართველოჲსა» (1832, рус. «История Иберии и Грузии») и «ისტორია ძველი კოლხიდისა» (1840, рус. «История древней Колхиды»), а также написал комментарии к грузинскому национальному эпосу XII века «Витязь в тигровой шкуре» («განმარტება პოემა ვეფხისტყაოსანისა», 1843). Он был избран почётным членом французского Societe Asiatique (1831), Российской Императорской Академии наук (1837) и Датского королевского общества антикваров (1838).
Царевич Теймураз также был автором нескольких стихотворений и мемуаров о своих европейских путешествиях, а также переводил на грузинский Тацита, Вольтера и Пушкина. Из его рукописей в 1895 в Тбилиси был опубликован на русском языке очерк «Взятие Тифлиса Ага-Магомет-ханом в 1795 году». Похоронен на кладбище Александро-Невской лавры, его библиотека древних рукописей и книг, согласно его завещанию, была передана Российской Академии наук.
Жена — княжна Елена Отаровна Амилахвари (1783—1866), дочь князя О. Р. Амилахвари; с 1811 года кавалерственная дама Ордена Св. Екатерины меньшего креста.